# Teodor Jeske-Choiński
Teodor Jeske-Choiński (Pleszew, 27 februari 1854 - Warschau, 14 april 1920) was een Pools schrijver, historicus en literatuurcriticus. Hij had een haat-liefdeverhouding met Henryk Sienkiewicz. Sienkiewicz' romans waren vooral gericht op de Poolse geschiedenis, terwijl Jeske-Choińskis' werken een bredere, Europese context hadden. In 1900 publiceerde hij Tiara i korona, een roman over het geschil tussen Keizer Hendrik IV en Paus Gregorius VII. Joanna Beata Michlic noemde hem "een van de beste theoretici en vertolkers van antisemitisme in Polen".
- Bibliothèque nationale de France: cb121859855 (data)
- CiNii: DA07811828
- Gemeinsame Normdatei: 1035796279
- International Standard Name Identifier: 0000 0000 8103 0930
- Library of Congress Control Number: n85165607
- Nationale Bibliotheek van Tsjechië: kup19980000044559
- Nationale Bibliotheek van Israël: 987007263200105171
- Nationale en Universitaire bibliotheek Zagreb: 000720146
- Nederlandse Thesaurus van Auteursnamen: 073155713
- Réseau des bibliothèques de Suisse occidentale: 02-A000094050
- Istituto Centrale per il Catalogo Unico: CUBV085277
- LIBRIS: 64668
- Système universitaire de documentation: 157468933
- Virtual International Authority File: 24645778
- WorldCat: E39PBJxt4qpWGFFTQdVtMRJMT3